# Легкорельсовый транспорт

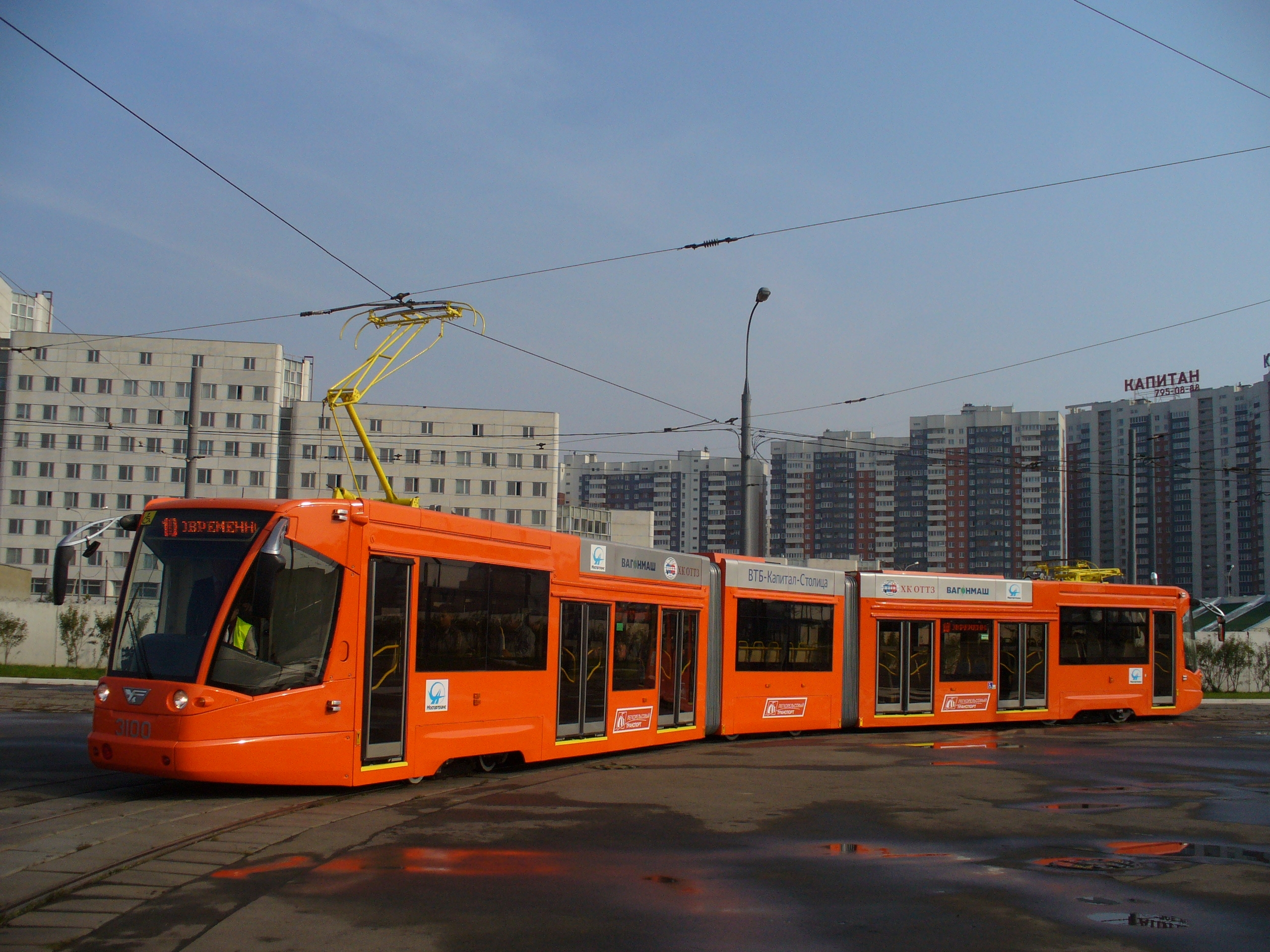
Экспериментальный трамвайный вагон 71-630, предназначенный для системы легкорельсового транспорта Москвы

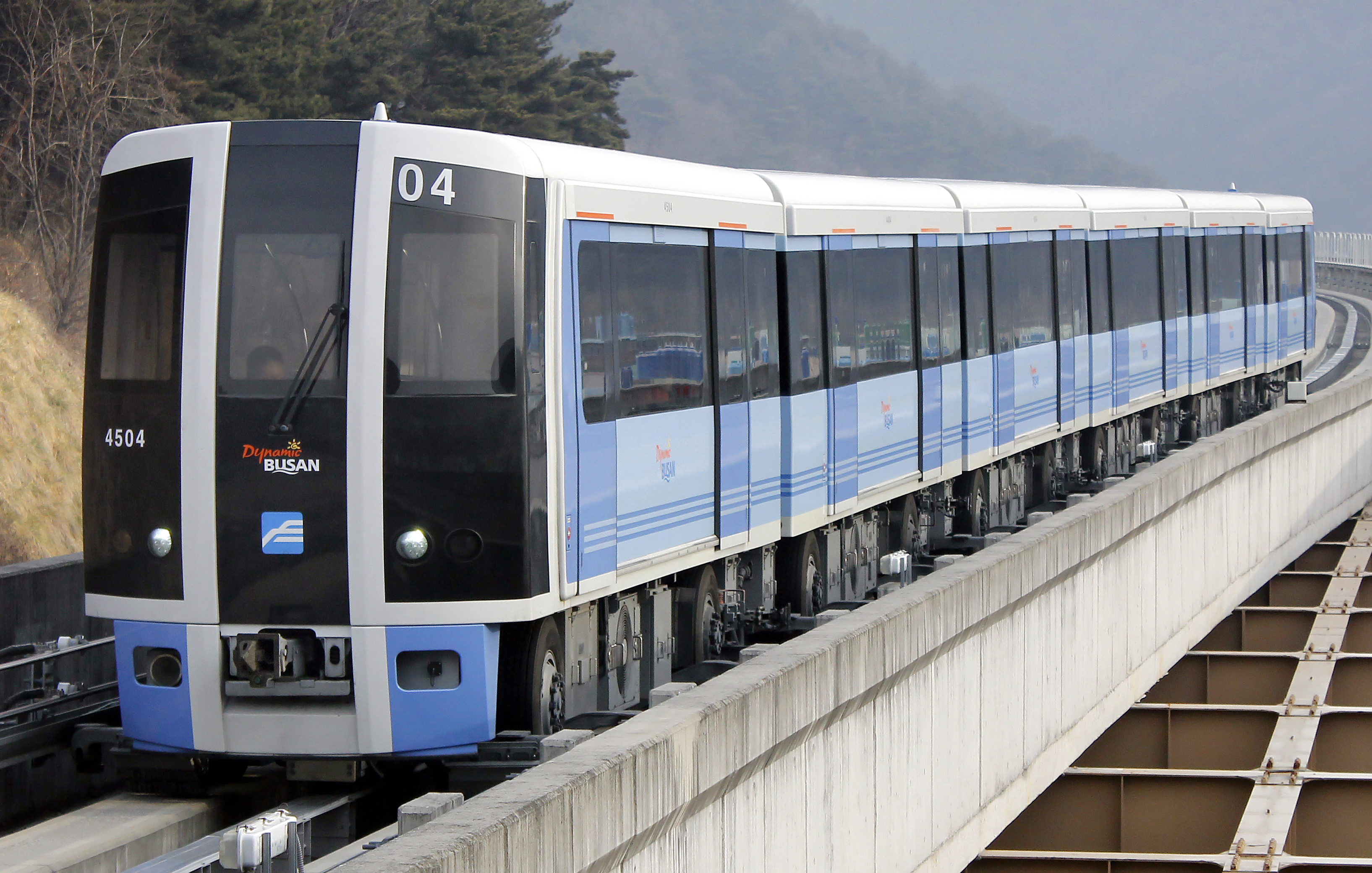
Электровагон четвёртой линии Пусанского метрополитена. Первый легкорельсовый транспорт в Корее

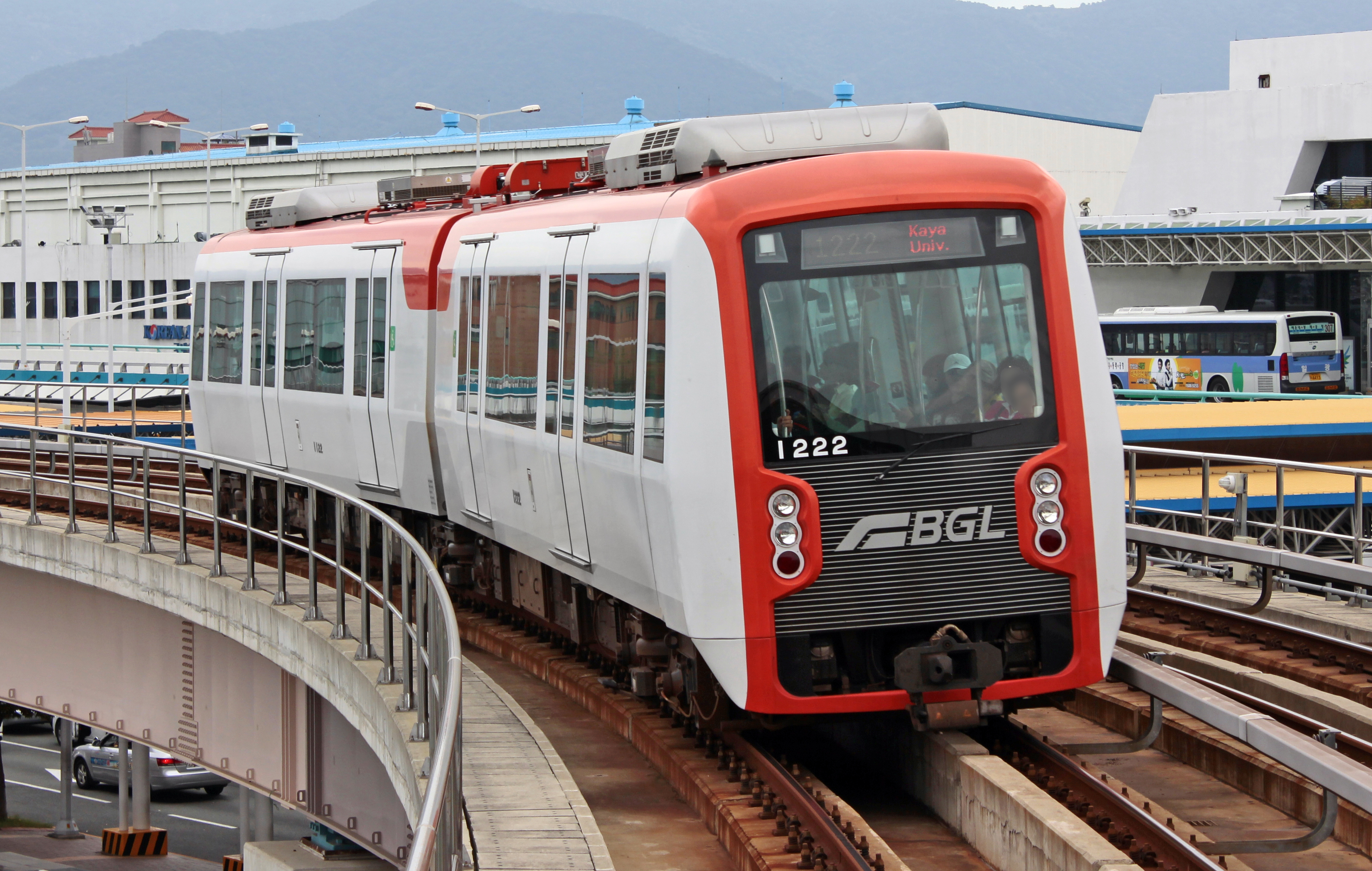
Электровагон легкорельсового транспорта Пусан — Кимхэ

Легкоре́льсовый тра́нспорт (также Лёгкий рельсовый транспорт, ЛРТ, от англ. Light Rail) — городской железнодорожный общественный транспорт, характеризующийся меньшими, чем у метрополитена и городского поезда габаритами, грузоподъёмностью, пассажиропотоком, иногда и скоростью сообщения.
Разновидностями легкорельсового транспорта являются трамвай и скоростной трамвай, в том числе подземный трамвай. При этом отличия таких легкорельсовых систем от метрополитена и городской железной дороги (S-Bahn) являются нечёткими. Термин, как правило, применяется для обозначения скоростных электрифицированных железнодорожных систем (например, трамвайных), обособленных от прочих транспортных потоков на большей части сети, однако допускающих в рамках системы и одноуровневые пересечения, и даже уличное движение (в том числе трамвайно-пешеходные зоны). В отличие от лёгкого метро, более близкого к обычному метро, легкорельсовый транспорт ближе к трамваю.
Данный вид транспорта получил широкое распространение за рубежом[чего?] — за последние 15 лет[когда?] в мире было построено порядка 80 систем ЛРТ, около 100 систем ЛРТ в данный момент[когда?] находятся на различных стадиях проектирования и строительства.
Реализованные в России системы (скоростной трамвай в Волгограде) и существующий СНиП 2.05.09-90 «Трамвайные и троллейбусные линии» не полностью соответствуют сложившейся за рубежом практике проектирования скоростных сетей, которая требует обособленности скоростной части сети от прочих трамвайных маршрутов.

## Отличительные особенности
Главной отличительной особенностью легкорельсового транспорта, как и следует из названия, является меньшая допустимая нагрузка на ось, в отличие от метрополитена (15 тонн). Кроме того принципиальным отличием систем легкорельсового транспорта является допустимость одноуровневых пересечений с неинтенсивными транспортными потоками, при условии приоритета ЛРТ. На практике такой принцип достигается за счёт таких методов, как, например, управление фазами светофоров в зависимости от режима работы ЛРТ. В среднем же, без организации подобных участков, скорость сообщения для легкорельсового транспорта составляет 36 км/час при провозной способности порядка 20 000 пассажиров в час. Минимальным экономически-обоснованным пассажиропотоком является 1,5 тысячи пассажиров в час. За счёт меньшей изоляции сети и меньших требований к нагрузке на ось (а значит и к строению пути), стоимость строительства для ЛРТ в 5-10 раз меньше, чем для метрополитена.
В местах пересечения линий легкорельсового транспорта с напряжёнными транспортными потоками могут сооружаться эстакады, тоннели, пешеходные мосты и т. д. В линии ЛРТ могут включаться малоиспользуемые участки железнодорожного полотна, в ряде случаев возможен выход составов ЛРТ, оборудованных соответствующим типом питания, на пригородные железнодорожные линии (технология «Трамвай-поезд»). При этом линии, как правило, сооружаются без оборотных колец — с оборотом подвижного состава в тупиках. Платформы сооружаются на уровне пола подвижного состава, в качестве которого могут выступать низкопольные трамвайные вагоны. В зависимости от градостроительных условий участки линий могут обустраиваться как магистральные (скорость движения до 90 км/час с исключением одноуровневых пересечений); обычные (до 60 км/час с одноуровневыми пересечениями); трамвайно-пешеходные зоны (до 15 км/час). По местным условиям выбирается и тип обустройства верхнего строения пути: открытая рельсо-шпальная решётка; настил газона; укладка тротуарной плитки и другие.
Легкорельсовый транспорт, как правило, движется вдоль границ городских микрорайонов, не пересекаясь с другим пассажиропотоком, что снижает транспортную нагрузку на центральную часть микрорайона. Концепция сокращения автомобильного потока в центре города в пользу пешеходов и общественного транспорта была настолько успешной, что её стали использовать города по всему миру.

## Системы ЛРТ

### В мире
Широкое распространение получила французская автоматизированная система VAL, а также другие подобные системы лёгкого метро и скоростного трамвая, см. List of tram and light-rail transit systems.

### Азия
- Четвертая линия Пусанского метрополитена (Пусан, Республика Корея)
- Легкорельсовый транспорт Пусан — Кимхэ (Пусан, Кимхэ, Республика Корея)
- Легкорельсовый транспорт Ыйджонбу (Ыйджонбу, Республика Корея)
- Эверлайн[кор.] (Йонъин, Республика Корея)
- Kelana Jaya Line[малайск.] (Куала-Лумпур, Малайзия)
- Круговой ЛРТ[кит.] (Гаосюн, Тайвань)
- Данхи ЛРТ[кит.] (Синьбэй, Тайвань)
- AntRay (Анталья, Турция)
- Иерусалимский скоростной трамвай (Иерусалим, Израиль)
- Легкорельсовая транспортная система Тель-Авива (Тель-Авив, Израиль)
- Линия Фукуи[яп.] (Фукуи, Япония)
- Линия Чикухо[яп.] (Фукуока, Япония)
- Линия Сэтагая (Токио, Япония)
- Тояма Региональная Железная Дорога[яп.] (Тояма, Япония)
- Западная Пригородная Линия[кит.] (Пекин, Китай)
- Чанчуньский метрополитен (Чанчунь, Китай)
- Трамвай Сунцзян[кит.] (Шанхай, Китай)
- Трамвай Чжанцзян[кит.] (Шанхай, Китай)
- Хуайань трамвайная линия 1[кит.] (Хуайань, Китай)
- Тяньшуй трамвай[кит.] (Тяньшуй, Китай)
- Чжухай трамвай[кит.] (Чжухай, Китай)
- Гонконг ЛРТ[юэ] (Гонконг)

### Северная Америка
- Edmonton LRT (Эдмонтон, Канада)
- C-Train (Калгари, Канада)
- O-Train (Оттава, Канада)
- SkyTrain (Ванкувер) (Ванкувер, Канада)
- Ion rapid transit[англ.] (Уотерлу, Канада)
- Гвадалахарский метрополитен (Гвадалахара, Мексика)
- Скоростной трамвай Мехико (Мехико, Мексика)
- Синяя и Зеленая линии (Миннеаполис и Сент-Пол (Миннесота), США)
- Скоростной трамвай Финикса (Финикс, США)
- Muni Metro (Сан-Франциско, США)
- Baltimore Light RailLink[англ.] (Балтимор, США)
- Зелёная линия (MBTA) (Бостон, США)
- Буффало ЛРТ[англ.] (Буффало, США)
- Lynx Blue Line[англ.] (Шарлотт, США)
- Кливлендский метрополитен (Кливленд, США)
- Даллас ЛРТ[англ.] (Даллас, США)
- Денвер ЛРТ[англ.] (Денвер, США)
- Хьюстонский трамвай (Хьюстон, США)
- Легкорельсовая система Хадсон — Берген (Нью-Джерси, США)
- River Line (New Jersey Transit)[англ.] (Нью-Джерси, США)
- Метрополитен Лос-Анджелеса (Синяя, Зелёная, Золотая, и Экспо линия) (Лос-Анджелес, США)
- Ньюарк ЛРТ[англ.] (Ньюарк, США)
- Скоростной трамвай Норфолка (Норфолк, США)
- Sprinter[англ.] (Ошенсайд и Эскондидо, США)
- SEPTA (Линии 101 и 102) (Филадельфия, Пенсильвания)
- Питтсбургский трамвай (Питтсбург, США)
- Metropolitan Area Express (Портланд, США)
- Сакраменто ЛРТ[англ.] (Сакраменто, США)
- Лёгкое метро Сент-Луиса (Сент-Луис, США)
- Скоростной трамвай Солт-Лейк-Сити (Солт-Лейк-Сити, США)
- Трамвай Сан-Диего (Сан-Диего, США)
- Санта-Клара ЛРТ[англ.] (Санта-Клара, США)
- Сиэтл ЛРТ[англ.] (Сиэтл, США)
- Оранжевая линия[англ.] (Такома, США)

См. также: Список легкорельсовых систем США по пассажирообороту.

### Южная Америка
- Premetro[исп.] Буэнос-Айрес, Аргентина)
- Tren de la Costa[исп.] (Большой Буэнос-Айрес, Аргентина)
- Мендоса ЛРТ[исп.] (Мендоса, Аргентина)
- Скоростной трамвай Рио-де-Жанейро (Рио-де-Жанейро, Бразилия)
- Байшада-Сантиста ЛРТ[порт.] (Байшада-Сантиста, Бразилия)
- Медельин ЛРТ[исп.] (Медельин, Колумбия)
- Куэнка ЛРТ[исп.] (Куэнка, Эквадор)

### Океания
- Метрополитен Канберры[англ.] (Канберра, Австралия)
- G:link[англ.] (Голд-Кост, Австралия)
- Мельбурнский трамвай (Мельбурн, Австралия)
- Ньюкасл ЛРТ[англ.] (Ньюкасл, Австралия)
- Сидней ЛРТ[англ.] (Сидней, Австралия)

### Европа
- Местная железная дорога Вена - Баден[нем.] (Вена и Баден, Австрия)
- Доклендское лёгкое метро (Лондон, Великобритания)
- Tramlink (Лондон, Великобритания)
- Метрополитен Тайна и Уира (Ньюкасл-апон-Тайн, Великобритания)
- Manchester Metrolink (Большой Манчестер, Великобритания)
- Метрополитен Уэст-Мидлендс[англ.] (Уэст-Мидлендс, Великобритания)
- Трамвай Эдинбурга[англ.] (Эдинбург, Великобритания)
- Ноттингем Экспресс[англ.] (Ноттингем, Великобритания)
- Шеффилд Супертрам[англ.] (Шеффилд, Великобритания)
- Криворожский метротрам (Кривой Рог, Украина)
- Трамвай Тенерифе (Тенерифе, Канарские острова, Испания)
- Метрополитен Гранады[исп.] (Гранада, Испания)
- Мадридский трамвай (Мадрид, Испания)
- Метрополитен Валенсии (Валенсия, Испания)
- Линия AntRay (Анталья, Турция)
- Tvärbanan (Стокгольм, Швеция)
- Лёгкое метро Шарлеруа (Шарлеруа, Бельгия)
- Береговой трамвай (Западная Фландрия, Бельгия)
- Орхус ЛРТ[дат.] (Орхус, Дания)
- Трамвай Иль-де-Франса (Иль-де-Франс, Франция)
- Бохумский скоростной трамвай (Бохум, Германия)
- Бонн ЛРТ[нем.] (Бонн, Германия)
- Кёльнский скоростной трамвай (Кёльн, Германия)
- Дортмундский скоростной трамвай (Дортмунд, Германия)
- Дюссельдорфский скоростной трамвай (Дюссельдорф, Германия)
- Эссенский скоростной трамвай (Эссен, Германия)
- Метрополитен Франкфурта-на-Майне (Франкфурт-на-Майне, Германия)
- Ганновер ЛРТ[нем.] (Ганновер, Германия)
- Карлсруэ ЛРТ[нем.] (Карлсруэ, Германия)
- Касселький региональний трамвай[нем.] (Кассель, Германия)
- Saarbahn (Саарбрюккен и Ригельсберг, Германия)
- Штутгарт ЛРТ[нем.] (Штутгарт, Германия)
- Афинский трамвай (Афины, Греция)
- Luas[англ.] (Дублин, Ирландия)
- Скоростной Трамвай Бергамо-Альбино[итал.] (Бергамо и Альбино, Италия)
- Трамвай Кальяри (Кальяри, Италия)
- Скоростной Трамвай Палермо[итал.] (Палермо, Италия)
- RandstadRail (Гаага и Роттердам, Нидерланды)
- Трамвай Люксембурга[люкс.] (Люксембург)
- Bybanen (Берген, Норвегия)
- Краковский Скоростной Трамвай[пол.] (Краков, Польша)
- Познанский Скоростной Трамвай[пол.] (Познань, Польша)
- Южный Метрополитен[порт.] (Алмада и Сейшал, Португалия)
- Метрополитен Порту (Порту, Португалия)
- Линия 41 Бухарестского Трамвая[рум.] (Бухарест, Румыния)
- Линия М1 метро Лозанны[фр.] (Лозанна, Швейцария)

### Африка
- Лёгкое метро Аддис-Абебы (Аддис-Абеба, Эфиопия)
- Лёгкое метро Абуджи (Абуджа, Нигерия)
- Маврикий Экспресс Метро[фр.], (Маврикий)
- Скоростной трамвай Орана[араб.], (Оран, Алжир)
- Скоростной трамвай Уаргла[араб.], (Уаргла, Алжир)
- Тунисский трамвай, (Тунис, Тунис)
- Трамвай Рабата и Сале (Рабат и Сале, Марокко)

### Россия
В России на сегодняшний день нет как определения понятия «легкорельсовый транспорт», так и систем, соответствующих данному понятию в общепринятом смысле. В то же время, часть линий в ряде существующих трамвайных систем (Волгоград, Старый Оскол) относятся к его разновидности — скоростному трамваю.
В первой половине 2010-х годов в России на различных стадиях подготовки находились следующие проекты строительства скоростного трамвая:
- Москва (линия вдоль шоссе Энтузиастов)
- Новосибирский скоростной трамвай (ТЭО первых линий)
- Казанский скоростной трамвай
- Санкт-Петербург (проект «Надземный экспресс»)
- Воронеж (проект сооружения первой линии «Автовокзал — Аэропорт»)
- Екатеринбург (проект сооружения линии в район Академический)
- Тула (проект системы тульского метротрама компаний «VTG» и «Орлком Метромежтранс»)
- Орловский скоростной трамвай
- Саратовский скоростной трамвай
- Уфимский скоростной трамвай

Тем не менее, перспектив развития данного вида транспорта в России фактически нет. Строительство нескольких упомянутых выше систем уже отменено официально, по другим уже больше 3-5 лет нет никаких новостей.
Зачастую к легкорельсовому транспорту ошибочно относят Бутовскую линию метрополитена в Москве и монорельс. Однако первая выполнена по нормам метрополитена, с соответствующей изоляцией сети и допустимой нагрузкой на ось, а второй и вовсе не является железнодорожным транспортом.